# Sérgio Oliveira
Sérgio Miguel Relvas de Oliveira (* 2. Juni 1992 in Paços de Brandão) ist ein portugiesischer Fußballspieler. Er steht bei Olympiakos Piräus unter Vertrag.

## Karriere

### Im Verein
Sérgio Oliveira wechselte 2002 im Alter von zehn Jahren in die Jugend des FC Porto. Am 17. Oktober 2009 wurde er im Alter von 17 Jahren, 4 Monaten und 15 Tagen im Rahmen eines 4:0-Pokalsieges zum jüngsten Spieler der Vereinsgeschichte, der in einem Pflichtspiel eingesetzt wurde. Einen Monat später unterschrieb er seinen ersten Profivertrag mit einer Laufzeit bis Juni 2012.
Zur Saison 2010/11 wurde Oliveira an den Erstligakonkurrenten SC Beira-Mar ausgeliehen. Am 23. Oktober 2010 debütierte er in der Primeira Liga. Im Sommer 2011 schloss es sich auf Leihbasis dem belgischen Erstligisten KV Mechelen an. In der Winterpause kehrte er nach Portugal zurück und spielte im Zuge eines weiteren Leihgeschäfts für den Zweitligisten FC Penafiel. Zwischen 2013 und 2015 sammelte er beim FC Paços de Ferreira weitere Erstligaerfahrung. Nachdem er zwischenzeitlich einige Spiele für den FC Porto bestritten hatte, wurde er in der Winterpause der Saison 2016/17 nochmals an den französischen Erstligisten FC Nantes verliehen. Zur Saison 2017/18 kehrte er abermals zum FC Porto zurück und gewann die portugiesische Meisterschaft. Im Januar 2019 wurde er an PAOK Thessaloniki ausgeliehen. Im Januar 2022 folgte eine weitere Leihe – für ein halbes Jahr an die AS Rom. Im Sommer 2022 wechselte Sérgio Oliveira zum türkischen Erstligisten Galatasaray Istanbul. Die Gelb-Roten zahlten für den Mittelfeldspieler eine Ablöse in Höhe von drei Millionen Euro. Bei Galatasaray Istanbul wurde Sergio Oliveira zweimal türkischer Meister. Im September 2024 wurde sein Vertrag mit Galatasaray aufgelöst und der Mittelfeldspieler wechselte ablösefrei zu Olympiakos Piräus.

### In der Nationalmannschaft
Oliveira durchlief die portugiesischen Juniorennationalmannschaften. Mit der U-19-Auswahl nahm er an der U-19-Europameisterschaft 2010 teil und wurde in die Mannschaft des Turniers gewählt. Bei der U-20-Weltmeisterschaft 2011 wurde er mit der U-20-Nationalmannschaft Vizeweltmeister.  Bei der U-21-Europameisterschaft 2015 war er Mannschaftskapitän der U-21-Auswahl und erreichte mit dieser erneut den zweiten Platz.
Im Juni 2018 wurde Oliveira von Nationaltrainer Fernando Santos in den vorläufigen 35-Mann-Kader für die Weltmeisterschaft 2018 berufen, im Anschluss aber nicht in den Turnierkader aufgenommen. Am 6. September 2018 debütierte er im Rahmen eines Freundschaftsspiels gegen Kroatien als Einwechselspieler in der A-Nationalmannschaft.
Bei der Europameisterschaft 2021 stand er im portugiesischen Kader und kam zu zwei Einsätzen. Portugal schied im Achtelfinale gegen Belgien aus.

## Erfolge
Im Verein
- Portugiesischer Meister: 2017/18, 2019/20
- Portugiesischer Pokalsieger: 2009/10, 2019/20
- Portugiesischer Supercupsieger: 2018, 2020
- Griechischer Meister: 2018/19
- Griechischer Pokalsieger: 2018/19
- UEFA Europa Conference League: 2022
- Türkischer Meister: 2022/23, 2023/24

Nationalmannschaft
- UEFA-Nations-League-Sieger: 2019